# Beats of Rage
Beats of Rage (comumente referido como BOR) é um jogo feito por fãs em homenagem a série Streets of Rage da Sega. Ele substitui os gráficos e personagens originais com recursos retirados da série The King of Fighters, embora com nomes renomeados. Originalmente desenvolvido pelo Senile Team, o motor subjacente que alimenta o Beats of Rage posteriormente se tornou o projeto de motor de jogo Open Beats of Rage (OpenBOR).

## Jogabilidade
Os jogadores assumem o controle de Max Bacon, Mandy Bluegard ou Kula Gem para derrotar as forças de Sr.Y, que assumiu o controle de uma cidade sem nome. De acordo com o texto de abertura: 
 "Faz três meses desde sua fuga. Mas, neste período, o Sr.Y trouxe a cidade à turbulência. Ele assumiu o controle do governo da cidade e corrompeu sua força policial. Ninguém está seguro e bandidos e vilões dominam as ruas. Mas três jovens amigos defendem a justiça. Seus nomes são Kula Gem, Max Bacon e Mandy Bluegard. Já não podem tolerar crime, violência e injustiça. Então eles saem às ruas para entregar alguns... Beats of Rage." 
 Típico do gênero beat 'em up, Beats of Rage suporta a cooperação de dois jogadores e um campo pseudo 3D - os personagens do jogo sempre estão voltados para a esquerda ou direita, mas são capazes de movimentos de três eixos. Os personagens dos jogadores são mecanicamente semelhantes, compartilhando as mesmas técnicas e habilidades de luta. Além da aparência visual, apenas pequenas diferenças na velocidade de movimento e nos pontos de vida iniciais os distinguem. Cada um pode executar um ataque de combinação de quatro golpes, um ataque de salto que derruba os inimigos e um segundo ataque de salto que apenas atordoa. Andar até um oponente sem atacar ou ser atingido, o personagem do jogador iniciará uma luta, permitindo a execução de até três ataques de espera ou um arremesso. Os jogadores também estão equipados com dois ataques "especiais". O primeiro possui um tempo de execução consideravelmente arriscado, mas derruba os inimigos e possui alcance maior do que a maioria das outras técnicas. O segundo é um ataque direcional, invencível enquanto ativo e utilizável, mesmo quando agarrado ou atingido, mas consome (e requer) uma pequena porção dos pontos de vida do jogador. Personagens inimigos atacam o jogador com uma variedade de habilidades - geralmente uma mistura menor da variedade de técnicas do jogador. Cada estágio é pontuado com um inimigo "chefe" mais forte. Quando o chefe é derrotado, um estágio é concluído e o próximo estágio começa.

## Desenvolvimento e lançamento
De acordo com o líder da equipe Roel van Mastbergen, o Senile Team passou aproximadamente nove meses desenvolvendo Beats of Rage, com um lançamento inicial em novembro de 2003. Embora os membros do Senile Team não tenham feito nenhuma tentativa ativa de anunciar o jogo, as notícias se espalham pelo boca a boca. O jogo foi rapidamente portado para outros sistemas, resultando em um aumento de popularidade suficiente para derrubar hosts-mirror como o Dreamcast-Scene dentro de vinte e quatro horas. Em 2006, mais de um milhão de cópias do jogo tinham sido baixadas. Sobre a popularidade inesperada, o membro da equipe Jeron comentou: 
 "...você deveria saber que fizemos isso por diversão. Nunca pensamos que mais de 10 pessoas o jogariam." 
 Os portes posteriores levaram Beats of Rage às plataformas Dreamcast, PlayStation 2, Wii e PlayStation Portable. Além disso, Beats of Rage recebeu atenção significativa da mídia, sendo destacado na revista de jogos G4. O jogo também foi destaque na mídia impressa, como XboxGamer.

### Age of the Beast
Em 2006, o Senile Team anunciou um sucessor espiritual para o Beats of Rage, intitulado Age of the Beast. Situado em um mundo de fantasia alta de espada e feitiçaria, foi de acordo com os membros da equipe "que esmagaria Beats of Rage em uma polpa sangrenta" . No entanto, após a apresentacão inicial, o Senile Team não divulgou mais informações até que Age of Beast foi removido da lista de projetos do time em 2017. Como parte de outro lançamento (Rush Rush Rally Racing), um anúncio apareceu brevemente no blog da equipe, informando que os custos de desenvolvimento e o orçamento de tempo para concluir o Age of the Beast eram simplesmente intransponíveis. 
 "Primeiro eu tenho que tirar uma coisa do caminho, no entanto: não é Age of the Beast. Caso você não saiba, Age of the Beast foi um projeto que começamos logo após o lançamento do nosso primogênito, o modesto motor de beat 'em up chamado Beats of Rage. Mas entramos nas mesmas armadilhas que muitos outros desenvolvedores independentes - anunciamos prematuramente e vimos crescer sobre nossas cabeças. Suponho que essa seja uma parte natural do crescimento de um desenvolvedor de jogos. Certamente nos ensinou muito ". 

## OpenBOR
OpenBOR (Open Beats of Rage) é uma continuação de código aberto do motor Beats of Rage. Embora Beats of Rage pretendesse ser um jogo autônomo, o design modular dos elementos e do motor do jogo significava que os usuários finais eram capazes de substituir ativos por criações próprias (geralmente chamadas de mods). Por exemplo, é possível trocar o personagem Kula Gem por outro personagem de King of Fighters, como Terry Bogard. Com um pouco de trabalho, o motor permitiu a criação de jogos totalmente novos. Vendo o potencial em tal aplicativo, o desenvolvedor kirby2000 obteve o código fonte e a permissão de licença do Senile Team para continuar o desenvolvimento. O novo projeto foi renomeado para OpenBOR.
O desenvolvimento do OpenBOR se concentrou em uma coalizão de indivíduos perdidos até 2006, quando o SumoIX (mais tarde simplesmente SX) se juntou à comunidade e reorganizou o trabalho de código em um grupo agora conhecido como OpenBOR Team. SX se aposentou do desenvolvimento OpenBOR em 2011, transferindo as responsabilidades de líder do projeto para Damon Caskey (DC). DC migrou o desenvolvimento do Sourceforge para o GitHub em abril de 2017, com o desenvolvimento do motor e um módulo ativo, tornando a comunidade continua até os dias atuais.
Comparado com o antecessor do qual ele foi criado, o OpenBOR elimina as várias limitações numéricas, fornece um conjunto gráfico de alta definição, adiciona muito mais opções de jogo e inclui um motor de script extensível baseado em C que permite aos autores modificar, adicionar ou substituir completamente o padrão de funcionalidade do motor. É frequentemente anunciado como "O melhor motor 2D" e "o mais poderoso motor 2D baseado em sprites do mundo". O OpenBOR tem uma taxa de royalties e seu modelo de licenciamento permite que os autores criem jogos comerciais, embora seja solicitado que os autores mencionem o motor como parte de uma tela inicial ou em uma menção semelhante.
Devido aos esforços no sentido de compatibilidade com versões anteriores, a maioria dos módulos destinados ao motor Beats of Rage será reproduzida no OpenBOR. No entanto, os personagens inimigos exibirão um comportamento muito mais difícil e agressivo.